# Comité de Turin
 (mai 2022).
Si vous disposez d'ouvrages ou d'articles de référence ou si vous connaissez des sites web de qualité traitant du thème abordé ici, merci de compléter l'article en donnant les références utiles à sa vérifiabilité et en les liant à la section « Notes et références ».

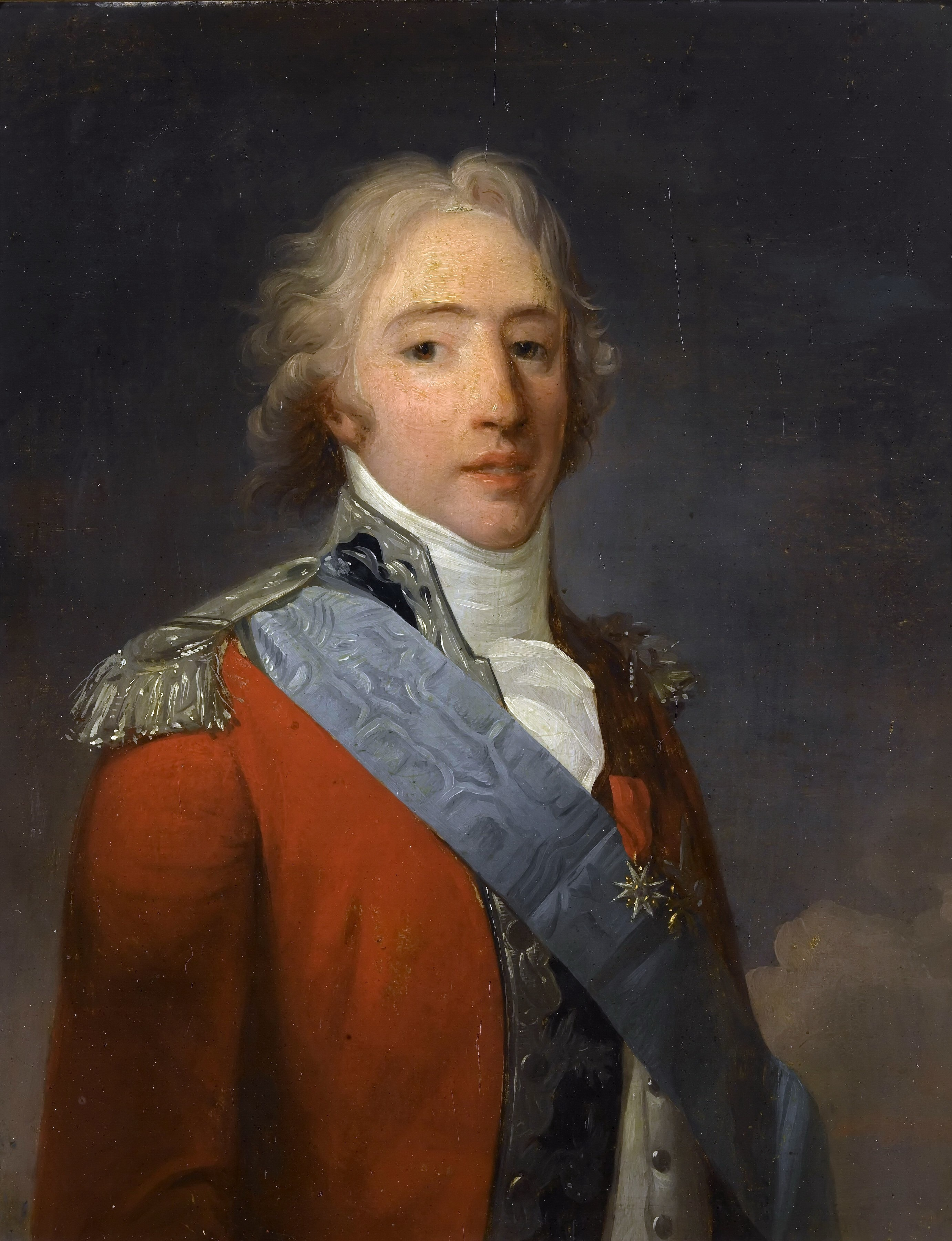
Le comte d'Artois pendant les années d'émigration

Le Comité de Turin fut organisé en 1790 à l'initiative du comte d'Artois (futur Charles X), à Turin, ville où il s'était installé aux débuts de l'émigration, dans les états de la maison de Savoie (son épouse, Marie-Thérèse de Savoie, et sa sœur, Clotilde de France, étant respectivement la fille et la belle-fille du roi de Sardaigne Victor-Amédée III).
Conseil privé, il rassemblait les plus fervents royalistes et était notamment composé de :
- Charles-Philippe de France, comte d'Artois
- Louis-Joseph de Bourbon-Condé, prince de Condé
- Louis-Henri de Bourbon-Condé, duc de Bourbon
- Armand-Louis de Sérent, marquis de Kerfily
- Jean-Thérèse-Louis de Beaumont, marquis d'Autichamps
- François-Louis-Anne de Bégon, marquis de Larouzière
- Louis-Hilaire de Conzié, évêque d'Arras
- l'abbé Joseph-François Marie

Ce comité avait pour vocation essentielle d’organiser la contre-révolution depuis l'extérieur du royaume en sollicitant l'appui de souverains étrangers, mais il tenta également de fomenter des insurrections ou à prendre la tête des foyers d'opposition à la Révolution (aux origines et aux objectifs divers) qui s'élevaient notamment en Languedoc, dans la vallée du Rhône, dans l'Ouest, en Alsace et en Franche-Comté.
Le marquis de Bombelles, émigré et proche du comte d'Artois, juge très négativement l'action de ce comité, reprochant notamment au prince d’être entouré de gens incapables, insouciants et mauvais conseillers. Il écrit ainsi dès le mois de mai 1790 : « En tout, ce Conseil de Turin est beaucoup trop faible pour la besogne dont il est chargé ». Le comte de Vaudreuil n'est pas plus complaisant : « Tout est vague, tout est un peu jactance, tout sent un peu trop l'aventure, le roman, la chevalerie ». Le duc d'Enghien, dans son journal, n'apprécie pas beaucoup l'activité de ce gouvernement en exil et lui aussi le juge sévèrement, d'autant plus qu'il n'est pas admis à y participer. Quant à Louis XVI et Marie-Antoinette, ils reprochent aux princes leurs manœuvres maladroites et le roi refuse les divers plans échafaudés par les émigrés.